# Hoa hậu Hòa bình Quốc tế 2023
Hoa hậu Hòa bình Quốc tế 2023 là cuộc thi Hoa hậu Hòa bình Quốc tế lần thứ 11 được tổ chức tại Nhà thi đấu Phú Thọ, Quận 11, Thành phố Hồ Chí Minh, Việt Nam vào ngày 25 tháng 10 năm 2023. Hoa hậu Hòa bình Quốc tế 2022 - Isabella Menin đến từ Brazil đã trao lại vương miện cho người kế nhiệm, cô Luciana Fuster đến từ Peru. Đây là chiến thắng lặp lại đầu tiên của một quốc gia trong lịch sử cuộc thi Hoa hậu Hòa bình Quốc tế, theo đó Peru đã chiến thắng vào năm 2017 cũng diễn ra tại Việt Nam.

## Kết quả

### Thứ hạng
| Kết quả                       | Thí sinh |
| ----------------------------- | --- |
| Hoa hậu Hòa bình Quốc tế 2023 | - Peru – Luciana Fuster |
| Á hậu 1                       | - Myanmar – Ni Ni Lin Eain § ‡ |
| Á hậu 2                       | - Colombia – María Alejandra López |
| Á hậu 3                       | - Hoa Kỳ – Sthephanie Miranda |
| Á hậu 4                       | - Việt Nam – Lê Hoàng Phương |
| Á hậu 5                       | - Angola – Eugénia das Neves - Cộng hòa Dominica – Skarxi Marte - Indonesia – Ritassya Wellgreat - Hà Lan – Melissa Bottema - Thái Lan – Thaweeporn Phingchamrat |
| Top 20                        | - Cộng hòa Séc – Sophia Osako - Pháp – Clemence Drouhard - Honduras – Britthany Marroquín - Ấn Độ – Arshina Sumbul - Lào – Phetmany Philakhong - Nigeria – Boma Dokubo - Puerto Rico – María Cristina Ramos - Tây Ban Nha – Celia Sevilla - Ukraine – Yulia Klimenko - Uzbekistan – Amaliya Shakirova |

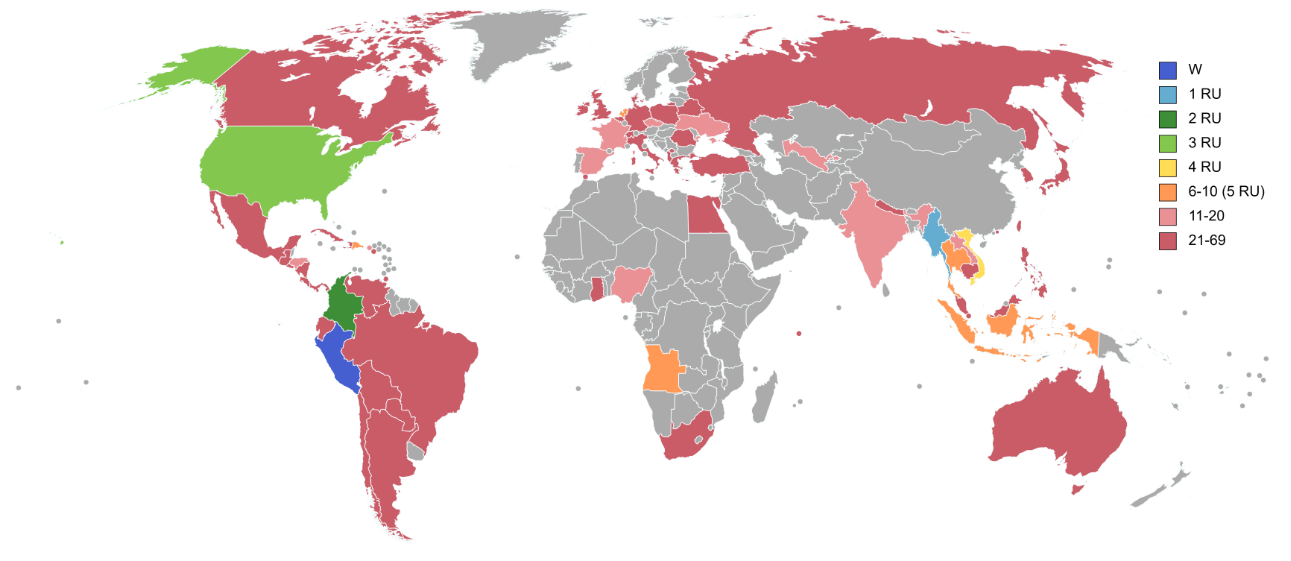
Các quốc gia tham gia Hoa hậu Hòa bình Quốc tế 2023 và kết quả.

§: Thí sinh được vào thẳng Top 10 do chiến thắng giải thưởng Miss Popular Vote
‡: Thí sinh được vào thẳng Top 20 chiến thắng giải thưởng Country's Power of The Year

### Thứ tự công bố
| 1. Myanmar 2. Hoa Kỳ 3. Puerto Rico 4. Nigeria 5. Séc 6. Indonesia 7. Honduras 8. Lào 9. Cộng hòa Dominica 10. Colombia 11. Ấn Độ 12. Ukraine 13. Thái Lan 14. Perú 15. Angola 16. Hà Lan 17. Uzbekistan 18. Pháp 19. Tây Ban Nha 20. Việt Nam | 1. Myanmar 2. Hà Lan 3. Angola 4. Colombia 5. Thái Lan 6. Hoa Kỳ 7. Việt Nam 8. Indonesia 9. Cộng hòa Dominica 10. Perú | 1. Colombia 2. Perú 3. Hoa Kỳ 4. Myanmar 5. Việt Nam |

## Các giải thưởng đặc biệt
| Giải thưởng                      | Thí sinh                                                                        |
| -------------------------------- | ------------------------------------------------------------------------------- |
| Trang phục dạ hội đẹp nhất       | - Nga – Anastasiia Volkonskaia                                                  |
| Trình diễn áo tắm đẹp nhất       | - Cộng hòa Dominica – Skarxi Marte                                              |
| Grand Spirit Award               | - Cộng hòa Dominica – Skarxi Marte                                              |
| Trang phục truyền thống đẹp nhất | - Nhật Bản – Yayoi Machida - Nigeria – Boma Dokubo - Việt Nam – Lê Hoàng Phương |
| Country's Power of the Year      | - Myanmar – Ni Ni Lin Eain                                                      |
| Miss Popular Vote                | - Myanmar – Ni Ni Lin Eain                                                      |
| Global Beauties Photogenic Award | - Myanmar – Ni Ni Lin Eain                                                      |
| Grand Pageant’s Choice Award     | - Myanmar – Ni Ni Lin Eain                                                      |
| Grand Voice Award                | - Ghana – Kitava-Yvettlana Fosuwaa-Amankwaa                                     |
| Miss Global Beauties MGI 2023    | - Colombia – María Alejandra López                                              |
| Golden Grand Award (†)           | - Indonesia – Ivan Gunawan                                                      |
| Silver Grand Award (†)           | - Perú – Jessica Newton - Việt Nam – Phạm Kim Dung                              |

(†) Giải thưởng dành cho giám đốc của khu vực/quốc gia/vùng lãnh thổ.

### Top 5 Pre-Arrival
| Kết quả     | Thí sinh |
| ----------- | --- |
| Chiến thắng | - Brazil – Adriana Yanca - Colombia – María Alejandra López - Indonesia – Ivan Gunawan - Myanmar – Ni Ni Lin Eain - Việt Nam – Lê Hoàng Phương |

### Miss Ao Dai
| Kết quả     | Thí sinh |
| ----------- | --- |
| Chiến thắng | - Cộng hòa Séc – Sophia Osako - Myanmar – Ni Ni Lin Eain - Nigeria – Boma Dokubo - Peru – Luciana Fuster - Thái Lan – Thaweeporn Phingchamrat - Venezuela – Valentina del Pilar Martínez Landkœr |

### Grand Voice Award
| Kết quả     | Thí sinh |
| ----------- | --- |
| Chiến thắng | - Ghana – Kitava-Yvettlana Fosuwaa-Amankwaa |
| Top 5       | - Đức – Marie Tavitha Kilonzo - Nhật Bản – Yayoi Machida - Nigeria – Boma Dokubo - Singapore – Jade Wu Jia Hi |
| Top 18      | - Angola – Eugénia das Neves - Chile – Paula Antonia Henriquez Vargas - Cộng hòa Séc – Sophia Osako - Indonesia – Ritassya Wellgreat - Ireland – Rachel Slawson - Lào – Phetmany Philakhong - Myanmar – Ni Ni Lin Eain - Hà Lan – Melissa Bottema - Peru – Luciana Fuster - Ba Lan – Kornelia Golebiewska - Nam Phi – Gugulethu Mosibudi Mayisela - Thái Lan – Thaweeporn Phingchamrat - Việt Nam – Lê Hoàng Phương |

### Trình diễn áo tắm đẹp nhất
| Kết quả     | Thí sinh |
| ----------- | --- |
| Chiến thắng | - Cộng hòa Dominica – Skarxi Marte |
| Top 10      | - Bolivia - Victoria Olguín - Brazil – Adriana Yanca - Campuchia - Phoem Sreyno - Colombia – María Alejandra López - Guatemala – Raschel Paz - Indonesia – Ritassya Wellgreat - Myanmar – Ni Ni Lin Eain - Peru – Luciana Fuster - Thái Lan – Thaweeporn Phingchamrat - Việt Nam – Lê Hoàng Phương |

### Trang phục truyền thống đẹp nhất
| Kết quả     | Thí sinh |
| ----------- | --- |
| Chiến thắng | - Nhật Bản – Yayoi Machida - Nigeria – Boma Dokubo - Việt Nam – Lê Hoàng Phương |
| Top 10      | - Campuchia - Phoem Sreyno - Honduras – Britthany Marroquín - Indonesia – Ritassya Wellgreat - Myanmar – Ni Ni Lin Eain - Puerto Rico – María Cristina Ramos - Thái Lan – Thaweeporn Phingchamrat - Nga – Anastasiia Volkonskaia                                                                 |
| Top 20      | - Bolivia - Victoria Olguín - Ecuador – Andrea Ojeda Fernández - Guatemala – Raschel Paz - Ấn Độ – Arshina Sumbul - Panama – Julia Leong - Paraguay – Maelia Salcines - Peru – Luciana Fuster - Philippines – Nikki de Moura - Trinidad và Tobago – Mileidy Materano - Thổ Nhĩ Kỳ – Beyhan Kubra |

Country's Power of the Year
| Kết quả     | Thí sinh |
| ----------- | --- |
| Chiến thắng | - Myanmar – Ni Ni Lin Eain |
| Á hậu       | - Việt Nam – Lê Hoàng Phương |
| Top 4       | - Peru – Luciana Fuster - Thái Lan – Thaweeporn Phingchamrat |
| Top 20      | - Brazil – Adriana Yanca - Campuchia - Phoem Sreyno - Colombia – María Alejandra López - Cộng hòa Séc – Sophia Osako - El Salvador – Fátima Calderón - Ghana – Kitava-Yvettlana Fosuwaa-Amankwaa - Ấn Độ – Arshina Sumbul - Indonesia – Ritassya Wellgreat - Malaysia – Kash Bhullar - Mexico – María Fernanda Beltrán - Nigeria – Boma Dokubo - Panama – Julia Leong - Paraguay – Maelia Salcines - Puerto Rico – María Cristina Ramos - Hoa Kỳ – Sthephanie Miranda - Venezuela – Valentina Martinez Landkoer |

### Miss Popular Vote
| Kết quả     | Thí sinh |
| ----------- | --- |
| Chiến thắng | - Myanmar – Ni Ni Lin Eain |
| Top 5       | - Indonesia – Ritassya Wellgreat - Paraguay – Maelia Salcines - Thái Lan – Thaweeporn Phingchamrat - Việt Nam – Lê Hoàng Phương               |
| Top 10      | - Campuchia - Phoem Sreyno - Gibraltar – Jaylynn Cruz - Honduras – Britthany Marroquín - Peru – Luciana Fuster - Nga – Anastasiia Volkonskaia |

## Thí sinh tham gia
69 thí sinh tham gia cuộc thi năm nay:
| Quốc gia/Vùng lãnh thổ | Thí sinh                    | Tuổi | Quê quán            |
| ---------------------- | --------------------------- | ---- | ------------------- |
| Albania                | Angela Tanuzi               | 20   | Krujë               |
| Angola                 | Eugenia Das Neves           | 24   | Luanda              |
| Argentina              | Natalia Carolina Cometto    | 28   | Pirané              |
| Úc                     | Mikaela-Rose Fowler         | 28   | Victoria            |
| Belarus                | Ekaterina Agapava           | 27   | Murmansk            |
| Bỉ                     | Albertina Rodrigues         | 25   | Liège               |
| Bolivia                | Victoria Olguín             | 23   | Cochabamba          |
| Bonaire                | Ruby Pouchet                | 27   | Kralendijk          |
| Brazil                 | Adriana Yanca               | 26   | Rio de Janeiro      |
| Campuchia              | Phoem Sreyno                | 25   | Phnom Penh          |
| Canada                 | Yuliya Shcherban            | 22   | Lloydminster        |
| Chile                  | Paula Henríquez             | 27   | Las Condes          |
| Colombia               | María Alejandra López       | 28   | Pereira             |
| Costa Rica             | Kristell Ruiz Freeman       | 26   | Limón               |
| Cuba                   | Sofia Acosta                | 27   | Miami               |
| Cộng hòa Séc           | Sophia Osako                | 19   | Praha               |
| Đan Mạch               | Sille Albertsen             | 20   | Næstved             |
| Cộng hòa Dominica      | Skarxi Marte                | 21   | Santo Domingo       |
| Ecuador                | Andrea Ojeda Fernández      | 25   | Guayaquil           |
| Ai Cập                 | Mariam Khatab               | 25   | Cairo               |
| El Salvador            | Fátima Calderón             | 24   | San Salvador        |
| Pháp                   | Clemence Drouhaud           | 19   | Angoulême           |
| Đức                    | Marie Tavitha Kilonzo       | 28   | Bonn                |
| Ghana                  | Kitava-Yvettlana Amankwaa   | 28   | Sisaket             |
| Gibraltar              | Jaylynn Cruz                | 27   | Gibraltar           |
| Hy Lạp                 | Loanna Skoula               | 18   | Heraklion           |
| Guatemala              | Raschel Paz                 | 22   | Thành phố Guatemala |
| Haiti                  | Isnaida Compère             | 26   | Artibonite          |
| Honduras               | Britthany Marroquin         | 20   | Copán               |
| Hồng Kông              | Ada Lo Tan Tan              | 28   | Hồng Kông           |
| Ấn Độ                  | Arshina Sumbul              | 24   | Jaipur              |
| Indonesia              | Ritassya Wellgreat          | 22   | Palembang           |
| Ireland                | Rachel Slawson              | 28   | Provo               |
| Ý                      | Andrea Zanettin             | 24   | Asti                |
| Nhật Bản               | Yayoi Machida               | 26   | Tokyo               |
| Hàn Quốc               | Park Ji-young               | 24   | Seoul               |
| Kosovo                 | Rinesa Murati               | 22   | Priština            |
| Lào                    | Phetmany Philakhong         | 27   | Viêng Chăn          |
| Malaysia               | Kash Bhullar                | 21   | Selangor            |
| Mexico                 | María Fernanda Beltrán      | 23   | Culiacán            |
| Myanmar                | Ni Ni Lin Eain              | 22   | Mudon               |
| Nepal                  | Garima Ghimire              | 21   | Biratnagar          |
| Hà Lan                 | Melissa Bottema             | 23   | Zandeweer           |
| Nicaragua              | Glennys Medina              | 28   | Rivas               |
| Nigeria                | Boma Dokubo                 | 27   | Bayelsa             |
| Panama                 | Julia Leong                 | 26   | La Chorrera         |
| Paraguay               | Maelia Salcines             | 28   | Fernando de la Mora |
| Peru                   | Luciana Fuster              | 24   | Callao              |
| Philippines            | Nikki de Moura              | 19   | Cagayan de Oro      |
| Ba Lan                 | Kornelia Golebiewska        | 23   | Olsztyn             |
| Puerto Rico            | María Cristina Ramos Ayala  | 26   | Caguas              |
| Romania                | Denisse Vivienne Andor      | 28   | Bistrița            |
| Nga                    | Anastasiia Volkonskaia      | 28   | Kursk               |
| Seychelles             | Shaniah Dick                | 19   | Mahé                |
| Singapore              | Jade Wu                     | 24   | Singapore           |
| Nam Phi                | Gugulethu Mayisela          | 19   | Johannesburg        |
| Tây Ban Nha            | Celia Sevilla               | 22   | Albacete            |
| Thụy Sĩ                | Marine Sayard               | 24   | Geneva              |
| Đài Loan               | Erica Xiao Ting             | 20   | Đài Bắc             |
| Thái Lan               | Thaweeporn Phingchamrat     | 27   | Phetchaburi         |
| Trinidad và Tobago     | Mileidy Materano            | 29   | Diego Martin        |
| Thổ Nhĩ Kỳ             | Beyhan Kubra                | 28   | Istanbul            |
| Ukraine                | Yulia Klimenko              | 19   | Kyiv                |
| Anh Quốc               | Chloe Ellman - Baker        | 23   | Sussex              |
| Hoa Kỳ                 | Sthephanie Miranda          | 28   | Campbell            |
| Quần đảo Virgin (Mỹ)   | Heather Marie Thompson      | 26   | New York            |
| Uzbekistan             | Amaliya Shakirova           | 28   | Tashkent            |
| Venezuela              | Valentina Martinez Landkoer | 23   | Puerto la Cruz      |
| Việt Nam               | Lê Hoàng Phương             | 27   | Khánh Hòa           |

## Chú ý

### Lần đầu tham gia
- Bonaire
- Gibraltar
- Seychelles
- Trinidad và Tobago
- Uzbekistan

### Trở lại
| - Lần cuối tham gia vào năm 2014: - Hy Lạp - Lần cuối tham gia vào năm 2016: - Thụy Sĩ - Lần cuối tham gia vào năm 2018: - Đài Loan - Quần đảo Virgin (Mỹ) | - Lần cuối tham gia vào năm 2019: - Romania - Lần cuối tham gia vào năm 2020: - Albania - Kosovo - Lần cuối tham gia vào năm 2021: - Ai Cập |

### Bỏ cuộc
Trước cuộc thi
| - Bangladesh - Curaçao - Trung Quốc - Cộng hòa Tự trị Krym - Jamaica | - Mauritius - Mông Cổ - Mozambique - Pakistan - Uganda |

Trong thời gian diễn ra cuộc thi
- Bồ Đào Nha – Filipa Gama không muốn tham gia các hoạt động và bị buộc rút khỏi cuộc thi.
- Nam Sudan – Amylia Deng không thể tham gia cuộc thi do không được cấp visa đến Việt Nam.
- Sri Lanka – Sayuri Jayarathne đã đến Hà Nội nhưng rút lui sau đó vì lý do gia đình.